# Monteseiro
Monteseiro (llamada oficialmente San Bartolo de Monteseiro) es una parroquia y una aldea española del municipio de Fonsagrada, en la provincia de Lugo, Galicia.

## Otras denominaciones
La parroquia también es conocida por los nombres de San Bartolomé de Monteseiro y San Bartolomeu de Monteseiro.

## Historia
A mediados del siglo XIX, la parroquia tenía contabilizada una población de 506 habitantes. Aparece descrita en el decimoprimer volumen del Diccionario geográfico-estadístico-histórico de España y sus posesiones de Ultramar de Pascual Madoz de la siguiente manera:

MONTESEIRO, (San Bartolome de): felig. en la prov. de Lugo (11 leg.), dióc. de Oviedo (24), part. jud. y ayunt. de Fonsagrada (2). sit. en la sierra de Piedras Pañadas. clima. frio, pero bastante sano. Comprende los l. de Acebo, Armilda, Coba, Chao de Leira, Gamalleira, Lodeiro, Monteseiro, Naballo, Palmean, Pucariña y Val de Seves, que reunen 86 casas, 2 fuentes y una escuela dotada con 200 rs. La igl. parr. (San Bartolomé) está unida á la de San Ciprian de la Trapa, y el curato lo presenta el conde de Altamira: hay 4 ermitas de propiedad particular. El térm. se estiende por donde mas á 3/4 de leg. Confina por N. con el de Fonfria; al E. prov. de Oviedo; al S. San Agustin de Sena, y por O. Sta. Maria de Villabol.: nacen en él 2 riachuelos, que despues de ser cruzados por igual número de puentes desembocan en el Navia. El terreno participa de monte y llano, todo de muy buena calidad: le atraviesa el camino que desde Oviedo se dirige á Lugo, y los hay tambien locales mal cuidados. El correo se recibe en la cap. del part. prod.: centeno, vinos, castañas, patatas, trigo, maiz, nabos, cebada, avena, lino y frutas de muchas clases. Cria ganado vacuno, lanar, caballar, cabrio y de cerda: abundante caza, y se pescan truchas, salmones y lampreas. ind.: la agrícola, molinos harineros y muchos telares. pobl.: 80 vec., 506 alm. cont. con su ayunt. (V.)
(Madoz, 1848, p. 555)

## Organización territorial
La parroquia está formada por once entidades de población, constando ocho de ellas en el nomenclátor del Instituto Nacional de Estadística español:

## Etimología
En la antigüedad recibía los nombres de Monteoseiro o Monte do Oseiro.

### Entidades de población
Entidades de población que forman parte de la parroquia:
- Acebo (O Acevo)
- Armilda (A Armilda)
- Cabreira
- Chao de Leira
- Ludeiro (O Ludeiro)
- Monteseiro
- Palmeán
- Pucariña (A Pucariña)

### Despoblados
Despoblados que forman parte de la parroquia:
- Cova
- Navallo (O Navallo)
- Panda (A Panda)

## Demografía

### Parroquia
| Gráfica de evolución demográfica de Monteseiro (parroquia) entre 2000 y 2019 |
|                                                                              |
| Datos según el nomenclátor publicado por el INE.                             |

### Aldea
| Gráfica de evolución demográfica de Monteseiro (aldea) entre 2000 y 2019 |
|                                                                          |
| Datos según el nomenclátor publicado por el INE.                         |